# 550 Senta
550 Senta eller 1904 PL är en asteroid i huvudbältet, som upptäcktes 16 november 1904 av den tyske astronomen Max Wolf i Heidelberg. Den har fått sitt namn efter Senta, hjältinnan i Richard Wagners opera Den flygande holländaren.
Asteroiden har en diameter på ungefär 37 kilometer.